# Parafia św. Wojciecha i Podwyższenia Krzyża Świętego w Kawicach
Parafia świętego Wojciecha i Podwyższenia Krzyża Świętego w Kawicach – parafia rzymskokatolicka w dekanacie prochowickim w diecezji legnickiej.